# 1992년 2월
| 1992년: 1월 · 2월 · 3월 · 4월 · 5월 · 6월 · 7월 · 8월 · 9월 · 10월 · 11월 · 12월 |

| <          | 1992년 2월 | 1992년 2월 | 1992년 2월 | 1992년 2월 | 1992년 2월 | >            |
| 일         | 월         | 화         | 수         | 목         | 금         | 토           |
|            |            |            |            |            |            | 1 12.28 정미 |
| 2 29 무신  | 3 30 기유  | 4 1.1 경술 | 5 2 신해   | 6 3 임자   | 7 4 계축   | 8 5 갑인     |
| 9 6 을묘   | 10 7 병진  | 11 8 정사  | 12 9 무오  | 13 10 기미 | 14 11 경신 | 15 12 신유   |
| 16 13 임술 | 17 14 계해 | 18 15 갑자 | 19 16 을축 | 20 17 병인 | 21 18 정묘 | 22 19 무진   |
| 23 20 기사 | 24 21 경오 | 25 22 신미 | 26 23 임신 | 27 24 계유 | 28 25 갑술 | 29 26 을해   |

| 편집하기 |

## 1992년2월 7일
- 마스트리히트 조약이 체결되다.